# الیور پارکر
الیور پارکر (انگلیسی: Oliver Parker؛ زادهٔ ۶ سپتامبر ۱۹۶۰) کارگردان انگلیسی زادهٔ لندن است. وی برادر ناتانیل پارکر است.

## فیلم‌شناسی

### کارگردان
- اتلو (۱۹۹۵)
- شوهر ایده‌آل (۱۹۹۹)
- اهمیت جدی بودن (۲۰۰۲)
- دوریان گری (۲۰۰۹)
- جانی اینگلیش دوباره متولد می‌شود (۲۰۱۱)

### بازیگر
- برپاخیزان جهنم (۱۹۸۷)